# Peak Forest
Peak Forest è un villaggio e parrocchia civile dell'Inghilterra, appartenente alla contea del Derbyshire.